# Neotrobadorismo
O Neotrobadorismo (Neotrovadorismo) foi uma manifestação poética que surgiu na Galiza por volta de 1930. Seu surgimento ocorre após a difusão da lírica medieval galaico-portuguesa, através da edição comentada de José Joaquim Nunes.
Nesta corrente recriam-se temas amorosos similares às cantigas de amigo e de amor, com recursos formais (paralelismo, refrão, leixa-pren…), e ambientes (paisagens primaverais, fontes, mar, rios…). Sobretudo influi a cantiga de amigo.

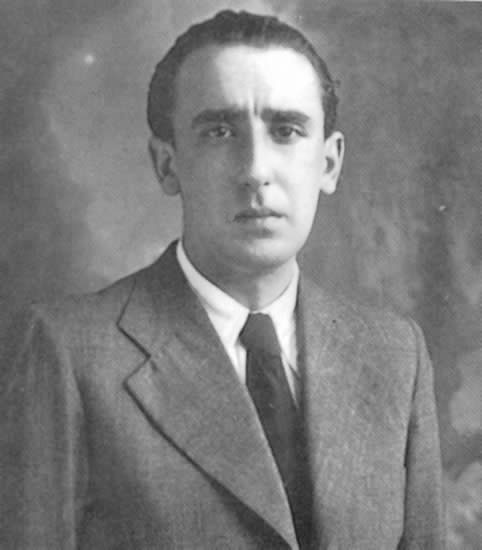
Álvaro Cunqueiro, poeta neotrobadoresco

Entre os autores significativos do Neotrobadorismo figuram:
- Johán Vicente Viqueira: Poemeto da Vid, 1919 (mas inédito até 1930), que retoma elementos específicos do cancioneiro de amigo.
- Fermín Bouza Brey: Nao senlleira (1933) e Seitura (1955)
- Álvaro Cunqueiro: Cantiga nova que se chama ribeira (1933) e Dona do corpo delgado (1950).
- Xosé María Álvarez Blázquez:  Poemas de ti e de min.[2]

Embora alguns analistas da história da literatura galega situem o Neotrobadorismo entre os movimentos de vanguarda, apenas num sentido lato é possível manter este posicionamento, considerando os textos que se podem incluir nesta tendência. Assim, os primeiros textos neo-trovadorescos surgem como um simples afã de recriação da lírica medieval galego-portuguesa - de certos elementos desse lirismo- ou ainda como uma homenagem a esse passado excepcional na história cultural da Galiza.
Foi já no contexto das vanguardas históricas que algum autor concreto, como Álvaro Cunqueiro, incorporou elementos do lirismo medieval visando construir textos vanguardistas. Neste sentido, o neotrobadorismo de Cunqueiro participa na mesma direção e perspectivas que o neo-popularismo presente nas páginas, por exemplo, dos autores espanhóis da Geração de 27; ou seja, na luta por criar uma linguagem nova, são usados recursos populares ou popularizantes e ainda daquela tradição medieval -ao cabo, também se pensava que as cantigas de amigo representavam uma "popularização" do mundo trovadoresco- em ajuda dessa procura. Assim abrolharam, os textos de Cantiga nova que se chama ribeira que formam um "netrobadorismo vanguardista".
Contudo, esta projeção não se enquadrava nem às intenções nem aos versos de Fermín Bouza-Brey, muito mais apegados a uma concepção formal, academicista da poesia e, sem dúvida, afastados de qualquer afã de vanguarda. Também não vai quadrar com as perspectivas nem com os resultados do neotrobadorismo do pós-guerra - momento no qual aparecem mais textos enquadráveis dentro dessa estética-, tornado numa "forma imóvel". Em resumo, observa-se a representação de uma tendência -que também encontra equivalentes no espaço da arquitetura, por exemplo- plenamente historicista, ou seja, de recriação da história e verdadeiro antídoto diante de novos horizontes. Portanto, o neotrobadorismo seria uma tendência poética não estritamente vanguardista.
Este movimento neotrobadoresco teria continuação no pós-guerra e chega mesmo à atualidade.